# Adonisea scissoides
Adonisea scissoides är en fjärilsart som beskrevs av Benjamin 1936. Adonisea scissoides ingår i släktet Adonisea och familjen nattflyn. Inga underarter finns listade i Catalogue of Life.